# Consenso científico sobre mudanças climáticas

Grafico mostrando a elevação da temperatura média da Terra desde 1850. Fonte: NASA, HadCRUT, NOAA, Japan Met, Berkeley Earth

Há atualmente um forte consenso científico de que a Terra está aquecendo e de que essa mudança é principalmente causada por atividades humanas. Este consenso é apoiado por vários estudos sobre as opiniões de cientistas e por declarações de posicionamento de organizações científicas, muitas das quais explicitamente concordam com os relatórios de síntese do Painel Intergovernamental sobre Mudanças Climáticas (IPCC).
Quase todos os cientistas de clima publicados (97–98%) apoiam o consenso sobre mudança climática antropogênica, e os 3% restantes de estudos contrários ou não podem ser replicados ou contêm erros. Um estudo de novembro de 2019 apresentou que o consenso entre cientistas de investigação cresceu para 100%, baseado numa revisão de 11.602 artigos revistos por pares publicados nos primeiros 7 meses de 2019.

## História e a situação atual
O conhecimento sobre o aquecimento global começou a ser formado no início do século XIX com os estudos de Joseph Fourier sobre a transmissão do calor. Seus cálculos mostravam que a Terra devia ser mais fria do que é, considerando a quantidade de calor recebida do Sol. Fourier não pôde descobrir a causa, mas imaginou que os gases da atmosfera poderiam reter parte do calor recebido, funcionando como uma estufa, e por isso em geral se credita a ele a descoberta do efeito estufa, o mecanismo responsável pela elevação das temperaturas. O efeito estufa é um processo natural, e dele dependem a estabilidade do clima do planeta e a moderação das suas variações extremas. Contudo, o clima é o resultado de um delicado equilíbrio entre agentes variados, equilíbrio este que pode ser quebrado, induzindo a mudanças climáticas. Níveis estáveis de certos gases atmosféricos, os chamados gases estufa, são fundamentais para a preservação de um clima também estável, mas desde o início da Revolução Industrial a humanidade vem produzindo uma imensa quantidade de poluentes em suas atividades agrárias, industriais, no transporte, na alimentação, etc. Entre eles destacam-se o gás carbônico e o metano, que são os principais gases estufa de origem humana, com outros em proporções menores, como o óxido nitroso e os perfluorcarbonetos. As principais causas diretas da elevação são a queima de combustíveis fósseis, desmatamento, processos industriais e agropecuários, descarte inadequado de resíduos orgânicos e desperdício de alimentos. A partir do século XX as emissões aumentaram dramaticamente. A elevação da concentração desses gases na atmosfera desencadeia reações em escala planetária, retendo calor e modificando virtualmente todos os sistemas físicos, químicos e biológicos da Terra, incluindo o clima.
O clima comanda o ritmo e a duração das estações, influi nos ecossistemas, e toda a rica biodiversidade que se conhece a florescer hoje está inescapavelmente atada a estreitos parâmetros climáticos. As espécies podem se adaptar a grandes variações de temperatura ao longo do ano, mas na maior parte dos casos os sistemas biológicos não estão preparados para resistir a grandes variações na média da temperatura, ou seja, na prática, se todos os dias do ano (ou a maior parte deles) forem um pouco mais quentes que o normal, e se essa progressão continuar indefinidamente.

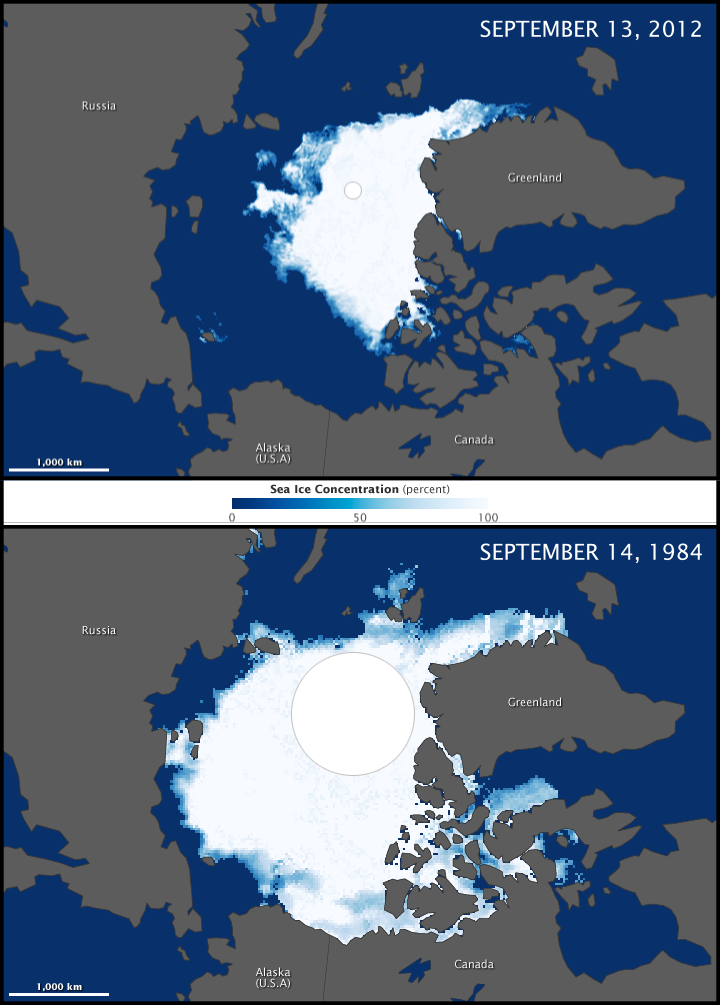
Mudança na quantidade de gelo flutuante no oceano Ártico. Na imagem de cima, a situação em 2012, e na imagem de baixo, como era em 1984

As reações químicas são aceleradas com a elevação das temperaturas. A maior parte dos seres vivos não regula sua temperatura corpórea e mais ou menos acompanha os níveis do ambiente. Isso não é tudo. Os gases estufa do ar impregnam os oceanos e acentuam sua acidez, além de contribuírem para uma maior desoxigenação. O calor maior interfere no ciclo das chuvas e na oferta de água; faz os gelos derreterem modificando ecossistemas e reduzindo o albedo terrestre; faz o oceano aquecer e aumentar de volume; altera as correntes marinhas e a estratificação da coluna de água; derrete os solos congelados; aumenta o nível de umidade no ar e reduz a umidade do solo; modifica balanços energéticos e ciclos bioquímicos; intensifica tempestades e desastres ambientais, e introduz uma infinita série de outras modificações nos sistemas da Terra, que reagem entre si amplificando os efeitos e desencadeando novas causas. Mudanças progressivas no ambiente físico, assim, introduzem desarranjos progressivos na biologia e no equilíbrio entre as espécies, e isso se reproduz em cascata ao longo de toda a árvore da vida. Se as mudanças são tão rápidas como as que estão acontecendo, e se essa mudança se aprofundar significativamente mais, como está sendo previsto pelo consenso científico, a grande maioria dos seres não poderá evoluir modificando sua biologia a tempo de acompanhar a mudança dos sistemas físicos onde vive, terá sérios problemas para encontrar alimento e se reproduzir, ficará mais propensa a doenças e malformações, não terá para onde escapar, e o inevitável será uma extinção em massa. Pode-se facilmente imaginar a repercussão catastrófica de um evento desta natureza e com tais consequências sobre a espécie humana, as sociedades e a civilização, já que da natureza o homem depende em todos os níveis e todos os dias de sua existência. De fato, uma quantidade de problemas sérios já está aparecendo na economia, na política, no abastecimento e na segurança social, entre outras áreas. Não é provável que qualquer área da sociedade ou qualquer região do planeta venha a ser poupada de significativas, múltiplas e crescentes dificuldades se as tendências permanecerem inalteradas, embora a distribuição dos impactos possa ser bem desigual.
Este é, sinteticamente, o conhecimento atual sobre os efeitos das mudanças climáticas sobre a natureza e o homem. A compreensão teórica de que tudo isso poderia ser um produto da elevação dos gases estufa, que o homem seria o grande responsável por essa elevação e por um potencial desarranjo ambiental em tal nível que ameaçaria sua própria sobrevivência, demorou para ocorrer, e a certeza factual demoraria ainda mais para se consolidar. Depois de Fourier vieram outros cientistas, como John Tyndall e Svante Arrhenius, que delimitaram melhor o campo, mas foi Guy Stewart Callendar o primeiro, na década de 1930, a medir objetivamente um aumento real na temperatura média da Terra ocorrido nos cinquenta anos anteriores. Mesmo com esses dados, sua teoria recebeu pouco crédito, como havia acontecido com seus precursores. Era um campo praticamente inexplorado pela ciência, os dados eram poucos, o instrumental era precário, e havia muita incerteza sobre tudo, e assim o assunto permaneceu dormente até os anos 1950, quando muitos dados relacionados ao clima foram coligidos em observações e experimentos militares. Como resultado disso, já começava se pensar seriamente que a elevação do gás carbônico poderia se tornar perigosa no futuro, com o crescimento da produção industrial.
Nos anos 1970 sinais do aquecimento começavam a se tornar bem visíveis, como a retração das geleiras e a modificação das estações. Os estudos começavam a se multiplicar rapidamente, fazendo um sem-número de medições recentes e históricas da temperatura e de outros indicadores de variação climática e ambiental, aperfeiçoando metodologias e equipamentos, desenvolvendo modelos teóricos do clima mais consistentes e descobrindo os efeitos das mudanças recentes sobre a natureza e a sociedade. Ao mesmo tempo, as perspectivas futuras de um aquecimento significativo começavam a ganhar contornos inquietantes.

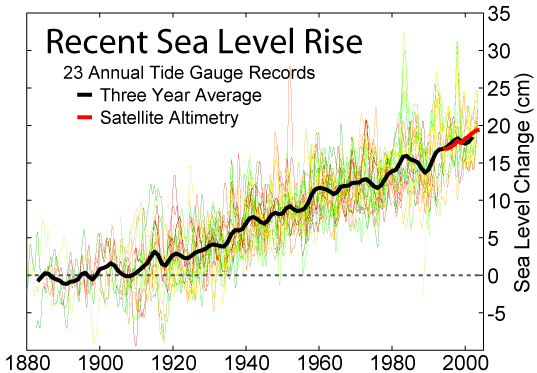
Elevação do nível médio dos oceanos entre 1880 e 2000

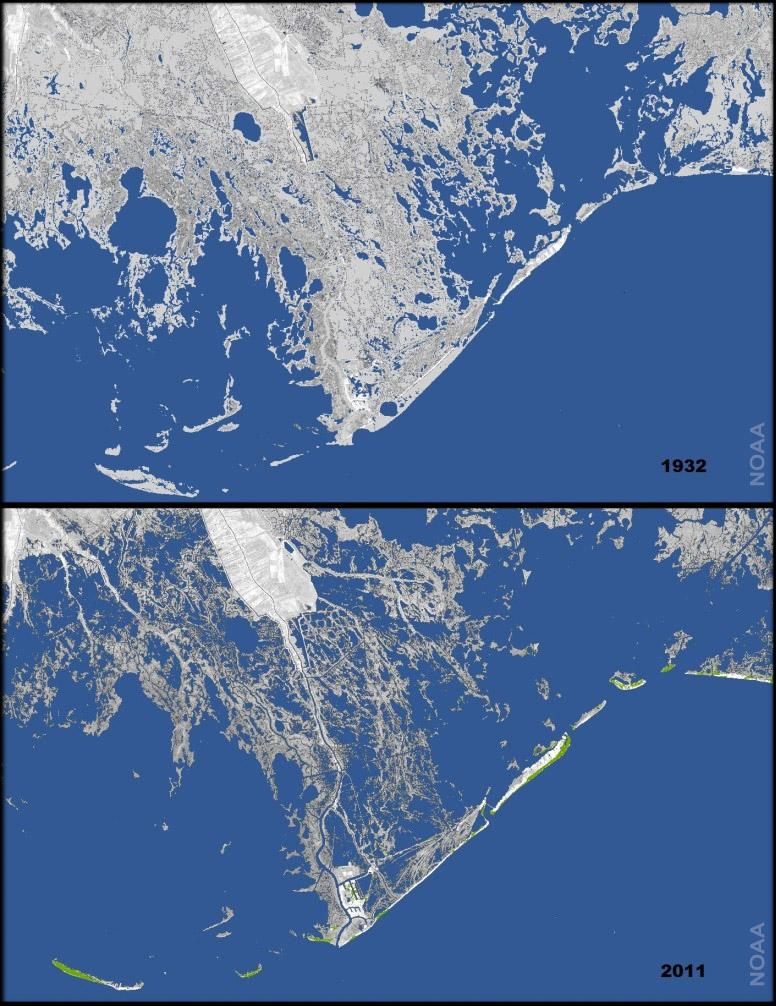
Perda de terra firme na costa da Louisiana entre 1932 e 2011 pela subida do nível do mar

No fim da década de 1980 já começava a se formar um amplo consenso de que o aquecimento global existe, tem origem humana, e que terá repercussões gravíssimas se suas causas não forem combatidas rápida e agressivamente, consolidando a harmonia entre o corpo de dados medidos e a base teórica, descartando paulatinamente todas as dúvidas sobre os aspectos centrais do problema, e confirmando as linhas gerais do que os precursores haviam postulado. Em 1988 foi criado o IPCC (Intergovernmental Panel on Climate Change ou Painel Intergovernamental sobre Mudanças Climáticas), sob a chancela da Organização Meteorológica Mundial e o Programa das Nações Unidas para o Meio Ambiente, que passou a publicar a partir de 1990 grandes relatórios periódicos, onde apresenta o conhecimento de ponta sobre o aquecimento. Os relatórios IPCC mobilizam milhares dos melhores climatologistas e geocientistas em atividade, dedicados a revisar e sintetizar a melhor bibliografia científica disponível.
Desde então os estudos não cessaram de se multiplicar, sendo um dos temas mais pesquisados atualmente, e a tendência evidente é o crescente reforço do consenso que emergia já nos anos 1980. Vários estudos já foram realizados avaliando exatamente a existência ou não de um consenso sobre a origem humana do aquecimento, e desde os primeiros a posição de consenso foi estabelecida. Hoje o consenso científico é esmagador, tendo se tornado praticamente uma unanimidade. Estudos recentes, de recorte temporal limitado, indicam uma proporção consensual que ultrapassa os 99,99%.  O National Physical Sciences Consortium analisou mais de 24 mil trabalhos publicados entre 2013 e 2014, produzidos por um total de 69.406 pesquisadores. De todos eles, apenas quatro pesquisadores rejeitaram a origem humana. Outro estudo recente baseado numa revisão de 11.602 artigos revistos por pares publicados nos primeiros 7 meses de 2019 mostrou que o consenso cresceu para 100%.
O IPCC se estabeleceu como o principal porta-voz do consenso científico e como a maior autoridade mundial sobre o aquecimento global, e suas principais conclusões são as seguintes:
- O aquecimento da Terra é inequívoco.
- A influência humana sobre o clima é clara.
- A concentração de gases estufa na atmosfera está se elevando.
- As temperaturas da superfície subiram em média 0,85 °C (variação de 0,65 a 1,06 °C) de 1880 até 2012.
- Cada uma das três últimas décadas superou a anterior nos níveis de temperatura.
- Os oceanos estão estocando mais de 90% da energia do sistema do clima e muito gás carbônico. No entanto, à medida que o oceano aquece, ele perde capacidade de absorver gás carbônico, o que pode acelerar os efeitos atmosféricos quando ele atingir a saturação. Os oceanos continuarão a se acidificar e aquecer ao longo do século XXI e mesmo além.
- O nível do mar aumentou em cerca de 19 cm entre 1901 e 2010 devido à expansão térmica das águas. A elevação pode chegar a mais de 80 cm até 2100. É certo que o nível do mar vai continuar subindo depois de 2100.
- Haverá impactos significativos sobre a natureza e a sociedade. Alguns impactos já foram estabelecidos no presente, como um aumento na tendência de secas e enchentes. Se as emissões de gases continuarem altas e o aquecimento permanecer progredindo, os impactos podem ser cumulativos e catastróficos. Estima-se que a temperatura média possa se elevar até a 4,8 °C até 2100.
- Para evitar os cenários mais pessimistas a redução nas emissões deve ser grande.
- Algumas importantes modificações nos sistemas da Terra serão irreversíveis por muitos séculos mesmo se as emissões cessarem agora.
- As decisões tomadas nas próximas duas ou três décadas terão efeitos decisivos e de longo prazo.

Em suma, os impactos do aquecimento global serão significantemente negativos. Nenhuma instituição científica de reconhecimento nacional ou internacional mantém uma opinião dissidente. Os relatórios do IPCC já trouxeram erros, que foram reconhecidos e corrigidos em edições posteriores. Deve ficar claro que o conhecimento sobre o clima, se bem que vasto, é incompleto, sendo um ramo da ciência em permanente expansão e aperfeiçoamento. Apesar da sólida reputação do IPCC, cresce o número de estudos indicando que em vários aspectos suas projeções são conservadoras e que a situação, já preocupante nos relatórios publicados, é ainda mais grave e urgente. O IPCC acompanha essa nova bibliografia e, se considera suas conclusões consistentes, acaba incorporando o novo conhecimento nos sucessivos relatórios, e isso é parte do método científico. Essa produção científica incessante se manifesta na gradual modificação e refinamento das conclusões dos relatórios, sendo um bom exemplo do resultado dessa reavaliação permanente do campo o crescente nível de certeza sobre a participação humana exibido ao longo dos cinco relatórios publicados até 2017.

## Relatórios de síntese
Relatórios de síntese são avaliações da literatura científica que compilam os resultados de uma série de estudos isolados tendo por fito alcançar um amplo nível de entendimento ou descrever o estado do conhecimento de um determinado assunto.

### Painel Intergovernamental sobre Mudanças Climáticas
Entre 2013 e 2014 o IPCC disponibilizou seu Quinto Relatório, uma série que iniciou em 1990. O trabalho mais recente confirmou com ainda maior certeza que o homem é o responsável pelo atual aquecimento do planeta, e alertou que os perigos da inação se tornaram mais graves. O IPCC não produz pesquisa original, mas reúne e resume o conhecimento produzido por cientistas de alto nível de todo o mundo. É um consenso que o IPCC representa a maior autoridade mundial a respeito do aquecimento global, e tem sido a principal base para o estabelecimento de políticas climáticas mundiais e nacionais. Muitas outras importantes sínteses científicas internacionais também aceitaram as conclusões do IPCC, entre elas a Avaliação Ecossistêmica do Milênio da ONU, a série Global Environment Outlook, do PNUMA, e o Vital Forest Graphics do PNUMA`/ FAO / UNFF, escritos e revisados por milhares de especialistas. Pelo valor da sua contribuição à sociedade o IPCC recebeu em 2007 o Prêmio Nobel da Paz. O Quinto Relatório foi elaborado por 830 autores principais, com a ajuda de mais de mil assistentes. No processo de revisões participaram mais mil especialistas, que forneceram cerca de 140 mil comentários e revisões ao texto.

### U.S. Global Change Research Program
O U.S. Global Change Research Program (Programa Norte-americano de Pesquisa sobre Mudança Climática) relatou em junho de 2009 que:
Observações demonstram que o aquecimento do clima é inequívoco. O aquecimento global observado nos últimos 50 anos é devido, sobretudo, à emissão de gases estufa produzidos pela ação humana. Essas emissões são oriundas, principalmente, da queima de combustíveis fósseis (carvão, petróleo e gás) e são agravadas pelo desflorestamento, por práticas agricultoras e outras atividades.
O relatório, que trata dos efeitos da mudança climática nos Estados Unidos, também diz:
Mudanças de natureza climática já foram observadas globalmente e nos Estados Unidos. Tais mudanças incluem aumento na temperatura do ar e da água, redução dos dias de geada, aumento na frequência e intensidade de chuvas pesadas, aumento no nível do mar, redução na cobertura de neve, geleiras, pergelissolos e gelo do mar. Um período mais longo sem gelo nos lagos e rios, alongamento de outras estações, e aumento de vapor de água na atmosfera também foram observados. Nos últimos 30 anos, as temperaturas subiram mais rápido que em qualquer outro período, com as temperaturas médias de inverno nas grandes planícies tendo subido mais de 7°F. Algumas das mudanças ocorreram mais rápido do que as avaliações anteriores sugeriam.

### Arctic Climate Impact Assessment
Em 2004, a instituição intergovernamental Arctic Council e a ONG Arctic Science Committee publicaram um relatório de síntese do Arctic Climate Impact Assessment:
As condições climáticas no passado fornecem evidência de que os crescentes níveis de dióxido de carbono na atmosfera estão associados ao aumento das temperaturas globais. As atividades huamans, sobretudo de queima de combustíveis fósseios (carvão, petróleo e gás natural) e secundariamente o desflorestamento, aumentaram a concentração de dióxido de carbono, metano, e outros gases estuda na atmosfera... Há um consenso científico internacional de que a maioria do aquecimento observado nos últimos 50 anos é passível de ser atribuído às atividades humanas.

## Declarações de organizações
Desde a década de 1990 muitas academias de ciência nacionais, internacionais e independentes se uniram para publicar declarações confirmando a existência de um aquecimento global antropogênico, e urgindo as nações do mundo a reduzir as emissões gases estufa. Abaixo são citados alguns dos documentos principais.
Em 2001, após as publicações do Terceiro Relatório de Avaliação do  IPCC, 17 academias nacionais de ciência publicaram uma declaração em conjunto intitulada The Science of Climate Change (A Ciência da Mudança Climática), explicitamente reconhecendo a posição do IPCC como representativa de um consenso científico. A declaração, impressa em um editorial no jornal Science de 18 de maio de 2001, foi assinada por academias de ciência da Austrália, Bélgica, Brasil, Canadá, Caribe, China, França, Alemanha, Índia, Indonésia, Irlanda, Itália, Malásia, Nova Zelândia, Suécia, Turquia e do Reino Unido.
Em 2005 as academias nacionais do Brasil, França, Canadá, China, Índia, Japão, Rússia, Estados Unidos e Reino Unido e mais três academias independentes corroboraram as declarações do IPCC e demandaram: que os líderes mundiais reconheçam a realidade e a gravidade do aquecimento; que os países ricos desenvolvam programas mais ambiciosos de combate ao problema, considerando a sua maior participação no total das emissões, e que eles ajudem os países desfavorecidos nessa luta que deve ser de todos.
Em 2007 a Network of African Science Academies (Rede de Academias Africanas de Ciência) produziu um documento se alinhando ao consenso internacional e parabenizando o IPCC por ter trazido o assunto ao conhecimento do público, fazendo-o compreender a ligação entre eficiência energética, sustentabilidade e mudança climática. Let's Be Honest (Vamos Ser Honestos) foi o título escolhido para o documento de 2007 da Academia Europeia de Ciência e Artes, pedindo que o perigo da ameaça climática fosse reconhecido. No mesmo ano a União Internacional de Geodesia e Geofísica publicou o documento The Urgency of Addressing Climate Change (A Urgência no Enfrentamento da Mudança Climática), reconhecendo a autoridade do IPCC e alertando para os perigos futuros se a ameaça não for combatida. Também recomendou que o esforço seja coordenado em nível internacional para que o sucesso seja alcançado.
Antes das negociações que ocorreriam durante o COP 15 em Copenhague em dezembro de 2009, as academias nacionais de ciência das nações G8+5 publicaram uma Declaração Conjunta dizendo que "a mudança climática e o uso de fontes de energia renováveis são desafios cruciais para o futuro da humanidade. É essencial que os líderes mundiais concordem a respeito da redução de emissões necessária para combater as consequências negativas da mudança climática antropogênica". A declaração cita o Quarto Relatório do IPCC de 2007, e afirma que "a mudança climática está ocorrendo ainda mais rápido do que antes era estimado; as emissões globais de CO2 desde 2000 foram mais altas do que mesmo as mais altas previsões, o gelo do ártico tem derretido de forma muito mais rápida do que era projetado, e o aumento no nível do mar se tornou mais rápido".
Também publicaram declarações independentes confirmando o consenso a Organização Mundial de Saúde, a Academia Polonesa de Ciências, a Associação Americana para o Progresso da Ciência, a Federação das Sociedades Australianas de Ciência e Tecnologia, o Painel Brasileiro de Mudanças Climáticas, a União Americana de Geofísica, a União Europeia de Geociências, a Sociedade Americana de Química, o Instituto Australiano de Física, a Sociedade Americana de Física, o Instituto Americano de Física, o Conselho de Pesquisa dos Estados Unidos, a Real Sociedade da Nova Zelândia, a Real Sociedade do Reino Unido e muitas outras instituições nacionais e internacionais.

## A questão do negacionismo climático
Apesar do esmagador consenso científico em torno do aquecimento global, existem vozes influentes que negam a ciência. O negacionismo ocorre em muitos países, mas especialmente nos Estados Unidos e no Reino Unido, onde é promovido por um pequeno mas poderoso lobby, principalmente organizado pela indústria dos combustíveis fósseis. As principais razões para a negação do consenso ou de partes da ciência do clima são os pensamentos de que o combate ao aquecimento e a mudança para um modelo sustentável ou serão custosos demais ou ineficazes, ou que de alguma forma ameaçam a liberdade individual, a soberania das nações, a propriedade privada, o livre mercado e/ou a acumulação de capital. O negacionismo climático tem sido considerado uma grave ameaça ao bem comum e ao futuro das gerações e tem sido extensivamente associado a grupos conservadores e ultraconservadores, ideologias fundamentalistas, preconceitos de classe, desonestidade intelectual e atividades criminais ou obscuras.
Através de pressões nos bastidores do poder e de ruidosas campanhas públicas, o lobby ataca a ciência e confunde a opinião pública, tem conseguido expressivas vitórias administrativas e legislativas onde o negacionismo tem forte penetração popular, e produziu a retirada dos Estados Unidos do Acordo de Paris. Por causa do negacionismo institucionalizado, os EUA já não haviam assinado o Protocolo de Quioto, embora o governo de Barack Obama tenha conseguido uma reversão temporária nas tendências oficiais. Mesmo assim, sob cerrada controvérsia doméstica. A posição dominante que o país detém na cena mundial afeta a maneira como o combate ao aquecimento tem evoluído. No Brasil, com uma cultura diferente e sem um lobby do petróleo de força comparável, seu lugar foi ocupado pelos ruralistas e pelo agronegócio, já que no país a principal fonte de gases estufa é o desmatamento para a ampliação da frente agropecuária.